# Gimond (Chazelles)
Die Gimond ist ein kleiner Fluss in Frankreich, der in der Region Auvergne-Rhône-Alpes verläuft. Sie entspringt im Gemeindegebiet von Aveize, entwässert generell in südwestlicher Richtung durch die Landschaft Monts du Lyonnais und mündet nach rund 15 Kilometern im Gemeindegebiet von Chazelles-sur-Lyon als rechter Nebenfluss in die Coise. 
Auf ihrem Weg berührt die Gimond die Départements Rhône und Loire.
Achtung: Nicht zu verwechseln mit dem gleichnamigen Fluss Gimond, der etwa 1 km stromabwärts von links in die Coise einmündet!

## Orte am Fluss
(Reihenfolge in Fließrichtung)
- La Courtine du Haut, Gemeinde Aveize
- Aveize
- Pomeys
- Grézieu-le-Marché
- Chazelles-sur-Lyon
- Jancenay, Gemeinde Chazelles-sur-Lyon